# Walter do Prado Franco
Walter do Prado Franco (Laranjeiras, 21 de abril de 1908 – Aracaju, 16 de agosto de 1957) foi um político brasileiro.
Tio de Albano do Prado Pimentel Franco e de Adélia do Prado Franco. Casou com Maria Amélia Fonseca Franco. Seu pai,  Augusto Franco, foi deputado federal de 1967 a 1971, senador de 1971 a 1979 e governador de Sergipe de 1979 a 1982.
Nas eleições estaduais em Sergipe em 1945 foi eleito senador por Sergipe.